# Igor Fernandes da Silva Araújo
Igor Fernandes da Silva Araújo, meglio noto come Igor (San Paolo, 6 giugno 1992), è un calciatore brasiliano, difensore del Náutico.

## Carriera
Nel 2013 ha esordito in Série A con il Corinthians.